# Vénérolles
Vénérolles település Franciaországban, Aisne megyében. Lakosainak száma 225 fő (2022. január 1.). Vénérolles Étreux, Hannapes, Iron, La Neuville-lès-Dorengt, Tupigny és Wassigny községekkel határos.

## Népesség
A település népessége az elmúlt években az alábbi módon változott:
| Lakosok száma | 327  | 268  | 260  | 233  | 231  | 230  | 223  | 219  | 220  | 225  |
|               | 1968 | 1982 | 1990 | 2006 | 2013 | 2015 | 2017 | 2019 | 2020 | 2022 |